# Chaetacanthus setiger
Chaetacanthus setiger là một loài thực vật có hoa trong họ Ô rô. Loài này được (Pers.) Nees mô tả khoa học đầu tiên năm 1836.